# Campeonato Mundial de Balonmano a 11 Masculino
El Campeonato Mundial de Balonmano al Aire Libre Masculino fue una competición internacional en la modalidad de balonmano a 11 entre selecciones nacionales masculinas, organizado por la Federación Internacional de Balonmano (IHF). Entre 1949 y 1960 se celebraron siete ediciones al aire libre del Campeonato Mundial, obteniendo el triunfo en la primera edición Alemania.

## Ediciones
| N.º | Año  | Sede                | Oro      | Plata     | Bronce         |
| --- | ---- | ------------------- | -------- | --------- | -------------- |
| I   | 1938 | Alemania Nazi       | Alemania | Suiza     | Hungría        |
| II  | 1948 | Francia             | Suecia   | Dinamarca | Suiza          |
| III | 1952 | suiza               | RFA      | Suecia    | Suiza          |
| VI  | 1955 | Alemania Occidental | RFA      | Suiza     | Checoslovaquia |
| V   | 1959 | Austria             | Alemania | Rumania   | Suecia         |
| VI  | 1963 | Suiza               | RDA      | RFA       | Suiza          |
| VII | 1966 | Austria             | RFA      | RDA       | Austria        |